# Нецкі (Підляське воєводство)
Нецкі (пол. Niecki) — село в Польщі, у гміні Туроснь-Косьцельна Білостоцького повіту Підляського воєводства.
Населення — 208 осіб (2011).
У 1975-1998 роках село належало до Білостоцького воєводства.

## Демографія
Демографічна структура станом на 31 березня 2011 року:
|          | Загалом | Допрацездатний вік | Працездатний вік | Постпрацездатний вік |
| -------- | ------- | ------------------ | ---------------- | -------------------- |
| Чоловіки | 107     | 28                 | 62               | 17                   |
| Жінки    | 101     | 20                 | 52               | 29                   |
| Разом    | 208     | 48                 | 114              | 46                   |